# جدول زمانی تاریخچه ال‌جی‌بی‌تی در قرن ۲۰
موارد زیر یک جدول زمانی از تاریخچه لزبین، گی، دوجنسگرایان و تراجنسیتی‌ها (ال‌جی‌بی‌تی) در قرن ۲۰ است.

## جدول زمانی

### دهه ۱۹۰۰
- ۱۹۰۱ - در ۸ ژوئن ۱۹۰۱ دو زن، مارسلا گراشیا ایبئاس و الیسا سانچز لوریگا، تلاش کردند که در گالیسیای اسپانیا ازدواج کنند. برای دستیابی به این هدف، الیسا مجبور شد هویتی مردانه اتخاذ کند: ماریو سانچز، همان‌طور که در سند ازدواجشان ذکر شده‌است.[۱]
- ۱۹۰۳ - در نیویورک در ۲۱ فوریه ۱۹۰۳، پلیس نیویورک برای اولین بار حمله‌ای را به حمام همجنس گرایان، درحمام هتل آریستون را انجام داد. در این حمله، ۳۴ مرد دستگیر و ۱۲ نفر به اتهام لواط محاکمه شدند. ۷ مرد مجازاتی از ۴ تا ۲۰ سال زندان دریافت کردند.[۲]
- ۱۹۰۶ - به‌طور پنهانی اولین رمان آمریکایی که در آن آشکارسازی همجنسگرایی با پایان خوش به تصویر کشیده شده بود به نام ایمره Imre منتشر می‌شود.
- ۱۹۰۷ - آدولف برند، رهبر فعال Gemeinschaft der Eigenen، که برای لغو بند ۱۷۵ تلاش می‌کرد، قطعه‌ای را منتشر می‌کند که در آن "شاهزاده برنهارد فون بلوو "، نخست‌وزیر امپراتوری آلمان هویت جنسی خود را آشکار می‌کند. شاهزاده از آدولف برند به دلیل افترا شکایت می‌کند. برند به ۱۸ماه زندان محکوم می‌شود.[۳]
- ۱۹۰۷–۱۹۰۹ - ماجرای هاردن-اولنبورگ در آلمان[۴]

### دهه ۱۹۱۰
- ۱۹۱۰ - اما گلدمن ابتدا شروع به صحبت علنی درمورد حقوق همجنسگرایان می‌کند. بعداً مگنوس هیرشفلد دربارهٔ او می‌نویسد: «او اولین و تنها زنی بود، در واقع اولین و تنها آمریکایی بود که از عشق همجنسگرایانه در برابر عموم دفاع کرد.»[۵] شماره ۱۴ مه ۱۹۲۸ از مجله لزبین آلمان Die Freundin (فردریش رادزوویت)[۶]

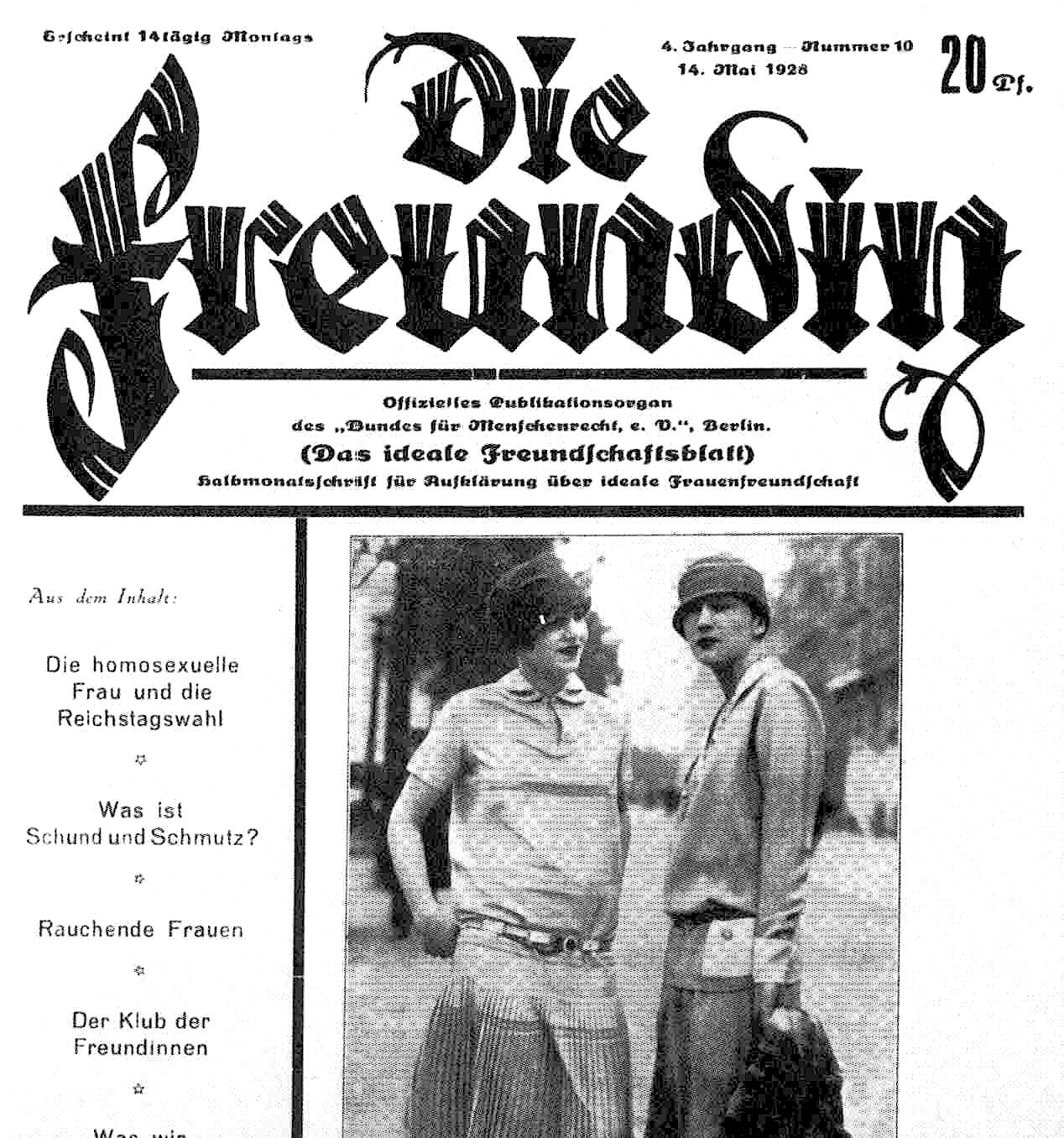
شماره ۱۴ مه ۱۹۲۸ از مجله لزبین آلمان Die Freundin (فردریش رادزوویت)

- ۱۹۱۲ - اولین اشاره صریح به لزبین‌گرایی در یک مجله مورمون هنگامی رخ داد که «ژورنال زن جوان» به «ساپو لزبوس»[۷] ادای احترام کرد. کمیته بشردوستانه علمی هلند (NWHK)، اولین سازمان هلندی برای مبارزه علیه ضد همجنسگرایی، توسط جیکوب شورر تأسیس شد.
- ۱۹۱۳ - کلمه fagot که به همجنسگرایان مرد اشاره می‌کند، برای اولین بار در واژگان عامیانه جنایی در پورتلند، اورگان منتشر شد.
- ۱۹۱۷ - انقلاب اکتبر در روسیه قانون کیفری قبلی را به‌طور کامل لغو می‌کند - از جمله ماده ۹۹۵.[۸][۹] گزارش می‌شود که رهبران بلشویک می‌گویند «در قانون به روابط همجنس‌گرایانه و دگرجنس‌گرایانه برخورد کاملاً یکسانی می‌شود.»
- ۱۹۱۹ - در برلین، آلمان، ماگنوس هیرشفلد همکار انستیتو für Sexualwissenschaft (مؤسسه تحقیقات جنسی)، یک انستیتوی خصوصی پیشرو در تحقیقات و دفتر مشاوره می‌شود. کتابخانه این انستیتو با هزاران کتاب داخل آن توسط نازی‌ها در مه ۱۹۳۳ تخریب شد.[۱۰][۱۱]
- ۱۹۱۹ - متفاوت از دیگران، یکی از اولین فیلمهایی که در آن آشکارسازی همجنسگرایان صورت می‌پذیرد، اکران شد. مگنوس هیرشفلد در این فیلم نقش کوچکی را به عهده داشته و تولید آن را تا حدی تأمین مالی کرده‌است.

### دهه ۱۹۲۰
- ۱۹۲۱ - در انگلستان، تلاش برای غیرقانونی کردن لزبین در تاریخ انگلیس بی‌نتیجه ماند.[۱۲]
- ۱۹۲۲ - یک قانون کیفری جدید در اتحاد جماهیر شوروی سوسیالیستی به‌طور رسمی جرم زدایی از اقدامات همجنسگرایانه را اعمال کرد.
- ۱۹۲۳ - کلمه fag برای اولین بار در چاپ با اشاره به همجنسگرایان مرد در کتاب «هوبو» نوشته نلس آندرسون به کار رفت: «Fairies or Fags مردان یا پسرانی هستند که از رابطه جنسی برای سودجویی استفاده می‌کنند.»
- ۱۹۲۳ - لزبین السا گیدلو، متولد انگلستان، اولین جلد از اشعار عاشقانه خود را که در آن همجنسگرایی به‌طور آشکار بیان شده را در ایالات متحده با عنوان «روی یک نخ خاکستری» منتشر کرد.[۱۳]
- ۱۹۲۴ - اولین سازمان حقوق همجنسگرایان در آمریکا توسط هنری گربر در شیکاگو-انجمن حقوق بشر تأسیس شد.[۱۴] این گروه چند ماه قبل از انحلال تحت فشار پلیس فعالیت داشت.[۱۵] پاراگوئه و پرو همجنس‌گرایی را قانونی می‌کنند.
- ۱۹۲۶ - نیویورک تایمز اولین نشریه مهمی است که از کلمه همجنس‌گرایی استفاده می‌کند. کافه لزبین Hangout Eve در روستای گرینویچ پس از حمله پلیس بسته شد.
- ۱۹۲۷ - کارول شیمانوفسکی، آهنگسازی که به صورت آشکار همجنسگرا بود، به عنوان رئیس مدرسه موسیقی ملی دولتی لهستان، آکادمی موسیقی فردریک شوپن منصوب شد.
- ۱۹۲۸ - چاه تنهایی توسط رادکلیف هال در انگلستان و بعداً در ایالات متحده منتشر می‌شود. این عمل، بحث‌های حقوقی زیادی را برانگیخته و موضوع همجنسگرایی را به گفتگوهای عمومی می‌کشاند.
- ۱۹۲۹ - در ۲۲ مه، کاتارین لی بتس، نویسنده کتاب آمریکای زیبا درگذشت. در ۱۶ اکتبر، یک کمیته رایشتاگ رای به لغو بند ۱۷۵ داد. به قدرت رسیدن نازی‌ها مانع از اجرای رای‌گیری می‌شود.

### دهه ۱۹۳۰
- ۱۹۳۱ - گروهی از زن‌پوش‌ها از بارسلونا معروف به «Las Carolinas» اولین تظاهرات ثبت‌شده دگرباشان جنسی را در تاریخ انجام دادند. آنها این کار را پس از تخریب مرکز حمام عمومی بارسلون (اسپانیا) انجام می‌دهند که در آن زمان محل برگزاری جلسات ال‌جی‌بی‌تی‌ها بود.[۱۶]
- ۱۹۳۱ - مودچن در لباس متحدالشکل، یکی از اولین فیلمهایی که در آن آشکارا به لزبین اشاره شده و اولین فیلم طرفدار لزبین، اکران شد.
- ۱۹۳۱ - در برلین در سال ۱۹۳۱، دورا ریشتر اولین زن تراجنسی شناخته شده‌ای بود که تحت عمل واژنوپلاستی قرار گرفت.[۱۷][۱۸]
- ۱۹۳۲ - لهستان سن رضایت همجنسگرایان و دگرجنسگرایان را به‌طور مساوی در ۱۵ سالگی کدگذاری می‌کند. قانون لهستان هیچ‌گاه همجنسگرایی را جرم قرار نداده، اگر چه قدرت اشغالگر آن در سال ۱۸۳۵ آن را غیرقانونی اعلام کرده بود.[۱۹]
- ۱۹۳۳ - قانون مجازات جدید دانمارک همجنسگرایی را جرم زدایی می‌کند.
- ۱۹۳۳ - حزب کارگران ناسیونال سوسیالیست آلمان گروه‌های همجنسگرا را ممنوع می‌کند. همجنس گرایان به اردوگاه‌های کار اجباری فرستاده می‌شوند. نازی‌ها مرکز تحقیقات جنسیتی واقع در کتابخانه مگنوس هیرشفلد را سوزاندند و مؤسسه را تخریب کردند. دانمارک و فیلیپین همجنسگرایی را جرم زدایی می‌کنند. اقدامات همجنسگرایانه در اتحاد جماهیر شوروی مجدداً جرم شناخته می‌شود.
- ۱۹۳۴ - اروگوئه همجنسگرایی را جرم زدایی می‌کند. اتحاد جماهیر شوروی سوسیالیستی یک بار دیگر muzhelozhstvo (تعریف خاص روسی از «رابطه جنسی مرد با مرد»، به معنای واقعی کلمه «مردی که با مردی دیگر می‌خوابد») را جرم می‌انگارد. مجازات آن تا ۵ سال زندان است - بیشتر برای اجبار یا مشارکت افراد زیر سن قانونی.[۲۰]
- ۱۹۳۶ - باشگاه ۴۴۰ مونا، اولین بار لزبین در آمریکا، در سال ۱۹۳۶ در سانفرانسیسکو افتتاح شد.[۲۱][۲۲] پیشخدمت‌ها و مجری‌های زن مونا، لباس مخصوص مهمانی رسمی می‌پوشیدند و مراجعین لباس نقش‌هایشان را می‌پوشیدند.[۲۲]
- ۱۹۳۶ - فدریکو گارسیا لورکا، شاعر اسپانیایی، در آغاز جنگ داخلی اسپانیا مورد اصابت گلوله قرار گرفت.
- ۱۹۳۷ - اولین استفاده از مثلث صورتی برای مردان همجنسگرا در اردوگاه‌های کار اجباری نازی‌ها.
- ۱۹۳۸ - کلمه گی برای اولین بار در فیلم با اشاره به همجنس‌گرایی در فیلم پرورش بیبی استفاده می‌شود.[۲۳]
- ۱۹۳۹ - فرانسیس وی رومل، یک مربی و مدرس زبان فرانسه در کالج استفان، زندگینامه ای را تحت عنوان دیانا: یک اتوبیوگرافی عجیب منتشر کرد. این اولین زندگینامه بود که در آن صریحاً به لزبین اشاره شده بود و در آن دو زن با خوشبختی کنار هم بودند.[۲۴] این زندگینامه با یادداشتی منتشر شده‌است که حاکی از آن است: «ناشران آرزو می‌کنند که صریحاً درک شود که این یک داستان واقعی است، اولین داستان در نوع خود که تاکنون به عموم خوانندگان ارائه شده‌است»[۲۴]

### دهه ۱۹۴۰
- ۱۹۴۰ - ایسلند همجنس‌گرایی را جرم زدایی می‌کند. NWHK به دلیل حمله آلمان در ماه مه در هلند منحل شد و بیشتر آرشیو آن به‌طور داوطلبانه از بین می‌رود، در حالی که بقیه آن توسط سربازان نازی ضبط می‌شود.
- ۱۹۴۱ - تراجنسیتی برای اولین بار در رابطه با همجنس‌گرایی و دوجنس گرایی مورد استفاده قرار گرفت.
- ۱۹۴۲ - سوئیس همجنس‌گرایی را جرم زدایی می‌کند، با شرط داشتن سن رضایت ۲۰ سالگی.
- ۱۹۴۴ - سوئد همجنس‌گرایی را با سن رضایت ۱۸ سالگی جرم زدایی کرده و سورینام همجنس‌گرایی را قانونی اعلام می‌کند.
- ۱۹۴۴ - اولین آمریکایی برجسته ای که همجنسگرایی خود را فاش کرد، رابرت دانکن شاعر بود. این اتفاق زمانی رخ داد که در سال ۱۹۴۴، وی با استفاده از نام خود در مجله آنارشیستی سیاست، نوشت که همجنس گرایان، اقلیتی تحت ستم هستند.[۲۵]
- ۱۹۴۵ - هولوکاست به پایان رسید و تخمین زده می‌شود که حدود ۳۰۰۰ تا حدود ۹۰۰۰ همجنسگرا در اردوگاه‌های کار اجباری و مرگنازی‌ها جان خود را از دست داده‌اند، در حالی که تخمین زده می‌شود برای خدمت رسانی کامل به حدود ۲۰۰۰ تا حدود ۶۰۰۰ همجنس‌گرا که در اردوگاه‌های کار اجباری و مرگ زنده مانده‌اند، در بند ۱۷۵ مدت مجازات خود را می‌گذرانند. اولین بارِ همجنسگرایان مرد در برلین پس از جنگ جهانی دوم در تابستان ۱۹۴۵ افتتاح شد و اولین درگ‌بال در بخش آمریکایی برلین غربی در پاییز ۱۹۴۵ برگزار شد.[۲۶] گی‌بار یاناگی در ژاپن افتتاح شد.[۲۷]
- ۱۹۴۶ - «COC» (مخفف هلندی «مرکز فرهنگی و تفریحی»)، یکی از اولین سازمان‌های همجنس‌گرایی در هلند تأسیس شد. این سازمان قدیمی‌ترین سازمان دگرباشان جنسی است.
- ۱۹۴۶ - جراح پلاستیک، هارولد جیلیز، جراحی تغییر جنسیت را بر روی مایکل دیلون در انگلیس انجام می‌دهد.
- ۱۹۴۷-۱۹۴۸ - Vice Versa، اولین نشریه لزبین آمریکایی است که توسط لیزا بن (با نام واقعی ادیث اید) در لس آنجلس نوشته و منتشر شده‌است.
- ۱۹۴۸ -  یک گروه همجنس‌گرا، « Forbundet af ۱۹۴۸ » («لیگ ۱۹۴۸»)، در دانمارک تشکیل می‌شود. مقامات کمونیستی لهستان سن ۱۵ سالگی را به عنوان سن رضایت برای هرگونه اعمال جنسی، همجنسگرایانه یا دگرجنسگرایانه، تعیین می‌کنند.